# 多鐸
多鐸（转写：Dodo；1614年4月2日—1649年4月29日），愛新覺羅氏，满洲正蓝旗人，清初名將。努爾哈赤第十五子，生母為努爾哈赤大妃乌喇那拉氏，與阿濟格、多爾袞為同母兄弟。多鐸一生戰功彪炳，乾隆帝稱其為“開國諸王戰功之最”。

## 生平
后金天命五年（1620年），七岁的多铎受封為和碩額真。十三歲時，封貝勒，統正白旗，參與禮部和兵部政事。多鐸幼年即失去父母，长大后为人狂放不羈、率性而為、風流好色，對“君臣有別”的禮節毫不在意。崇德三年（1638年）因軍前私自攜帶妓女，降為多羅貝勒。
崇德六年（1641年），參與松錦大戰，獲大捷，生俘洪承疇，晋多罗郡王。清世祖順治元年（1644年）隨清軍入山海关，在山海关之战中大败李自成大順軍，入北京，晉亲王。十月下河南、入陝西，順治二年一月攻入潼關、西安。二月攻南明；四月陷揚州，史可法亡；五月入南京，俘南明弘光帝朱由崧；六月佔浙江。後班師回京，加封和硕德豫亲王。
順治三年（1646年），以扬威大将军征讨蒙古苏尼特部腾机思。順治四年（1647年）秋七月，進封輔政叔德豫親王。 順治六年三月十八染天花疾亡，年僅三十五歲。多鐸與多爾袞兄弟感情最好，多爾袞當時正在山西征討姜瓖，聽到多鐸病重的消息時，立刻班師回朝，到居庸關時，多鐸病逝。多爾袞“換上素服，號哭奔往京城。”兄弟情深顯而見之。
乾隆时，追复多鐸的王爵，他的後裔可以無限世襲豫親王王爵，是鐵帽子王。此外，睿親王多爾袞只有女兒，沒有兒子，於是多鐸將其子多爾博過繼給多爾袞，多爾博的後裔也世襲睿親王。睿親王也是鐵帽子王，多鐸的子孫就在清初八家鐵帽子王中雄踞兩家。

## 年表
- 明萬曆四十二年（1614年）二月二十四日戌时，出生[1]，“多铎”满语意为胎儿。
- 天命十一年（1626年）努尔哈赤去世，母亲大福晋乌喇那拉氏被逼殉葬。
- 天聰二年（1628年）從兄皇太極（為當時之後金汗）征察哈爾蒙古多羅等部，因功賜號額爾克楚虎爾。
  - 多铎欲娶舅舅阿布泰之女，哥哥阿济格以阿布泰的亲家阿达海为媒人，定婚。事后，阿济格、阿布泰、阿达海三人被皇太极处罚。阿达海虽被免除死罪，但不久即因多铎庄头之妻的告发，被处死[3]。
- 天聰三年（1629年）從兄皇太極攻明朝，進入長城，逼臨明京師北京。
- 天聰五年（1631年）参加围困明军的大凌河城战役。在小凌河遭遇战中，失足坠马，几乎命喪锦州城外。
- 天聰六年（1632年）随大军远征察哈尔部林丹汗。
- 天聰九年（1635年）滿州兵圍大凌河，首次為帥。
- 崇德元年（1636年）封和碩豫親王，從兄皇太極攻朝鮮，於南漢山城大敗朝鮮援軍。
- 崇德三年（1638年）因軍前私自攜帶妓女，降為多羅貝勒。
- 崇德六年（1641年）松錦大戰之中，先數次率兵築城，圍困錦州，最後決戰中，又率伏兵截殺明松山潰軍，繼與肅親王豪格等圍困松山，俘薊遼總督洪承畴，封為多羅豫郡王。
- 順治元年（1644年）從攝政王多爾袞入山海關，大敗李自成的大順軍，佔領北京，進封為親王。旋授定國大將軍，並率孔有德、耿仲明等滿漢軍兩萬餘人，由河南入陝西追擊大順軍。
- 順治二年（1645年）克潼關，佔西安，接著又奉命南下，破揚州，殺史可法，然而，卻屠城十日，史稱「揚州十日」。續渡長江，佔領南京，遣軍生擒南明弘光帝朱由崧。繼之，派兵平定江浙，最後，因功加封和碩德豫親王。
- 順治三年（1646年）命為揚威大將軍，率師征討叛逃的蒙古蘇尼特部騰機思。
- 順治四年（1647年）進封輔政叔德豫親王，成為清廷實際上的第二號人物。
- 順治六年（1649年）三月十八染天花病卒。
- 順治九年（1652年）三月因多爾袞案，降為多羅郡王。
- 康熙十年（1671年）追谥豫郡王为“通”。
- 乾隆四十三年（1778年）正月，复多铎亲王及封号，配享太庙，八月，入祀盛京贤王祠[1]。[4]

## 家庭

### 妻妾
大福晋（正妃）
- 嫡福晋，也称元妃，即元配大福晋，博尔济吉特氏，明安台吉之女。
- 继福晋，也称继妃，即继室大福晋，名达哲，科尔沁博尔济吉特氏。达哲福晋为蒙古科尔沁部索诺木郡王和科尔沁大妃之女。是皇太极皇后哲哲、多尔衮嫡福晋的同母姐妹。子二，次子多尼，袭爵；第五子多尔博，过继多尔衮。
- 继福晋，那拉氏，参领衍达尔汉之女。

侧福晋（侧妃）
- 侧福晋，佟佳氏，轻车都尉雅克秦之女。第四子察尼；第七子董額。
- 侧福晋，伊尔根觉罗氏，护军统领阿达海之女。
- 次福晋。应为侧福晋之意。多铎死后有一位侧福晋自请殉葬。
  - 《钦定八旗通志·烈女传》中有记载：辅政德豫亲王多铎次福晋。顺治六年三月丁丑，多铎薨，次福晋请以身殉。睿王再三慰解，请益力，遂许之。

庶福晋和妾（庶妃）
- 庶福晋，佟佳氏，参领素达塞之女。子一，第八子费扬古。
- 庶福晋，那拉氏，费扬古之女。子一，长子珠兰。
- 庶福晋，瓜尔佳氏，甘楚汉之女。子一，第三子巴克度。
- 庶福晋，瓜尔佳氏，塔克泰之女。子一，第六子扎克度。
- 妾，那拉氏，法哈之女。
- 妾，良氏，良国柱之女。

### 子嗣
多铎有子八人，女儿人数不详，仅知嫁汉军正白旗将领石华善者。
八子中，有爵者五人：和碩豫宣和親王多尼、多羅信郡王董額、多羅貝勒多爾博、輔國恪僖公察尼、已革奉恩輔國公費揚古。多爾博過繼多爾袞為睿親王，被革歸宗後封爵為多羅貝勒。費揚古坐事奪爵。
长子 珠兰
天聪九年乙亥十月二十二日子时生。母庶福晋纳喇氏，费扬古之女。康熙四年乙巳二月二十八日巳时卒，年三十一。嫡福晋伊尔根觉罗氏，轻车都尉巴禄之女；继福晋舒穆禄氏，男阿音图之女。
- 无子女。

次子 多尼
和硕豫宣和亲王。崇德元年丙子十月十八日卯时生。母继福晋达哲。初封郡王；顺治六年（1649）袭豫亲王爵；八年，改封信亲王，次年降信郡王。顺治十五年，任安元靖寇大将军，偕平郡王羅科鐸率军南下，与明将白文选、李定国等战于云南永昌、腾越，有军功。还师后不久病死。顺治十八年辛丑正月初四日辰时薨，年二十六。谥宣和，即信宣和郡王。
嫡福晋科尔沁博尔济吉特氏，和硕图谢图亲王巴都尔之女。继福晋伊尔根觉罗氏，子塞赫伊之女；侧福晋王氏，王廷祚之女；庶福晋伊尔根觉罗氏，祜锡泰之女；妾济氏，萨禄之女；妾索绰络氏，喀尔布之女。
- 子七人：长子鄂尼；次子追封和硕豫亲王鄂扎；三子鄂腊；四子奉国将军鄂明；五子鄂兴；六子鄂云；七子鄂林。

第三子 巴克度
崇德五年庚辰四月十四日辰时生。母庶福晋瓜尔佳氏，甘楚汉之女。康熙七年戊申三月初四日寅时卒，年三十九岁。嫡福晋温都氏，佐领土完整西尔太之女；继福晋伊尔根觉罗氏，护军参领昂吉图之女；妾刘氏，刘二之女。
- 子一人：度蟾。

第四子 察尼 辅国恪僖公
奉恩辅国恪僖公。崇德六年辛巳三月初八日未时生。母侧福晋佟佳氏，轻车都尉雅克秦之女。顺治十三年初封贝勒。康熙七年，授左宗正。康熙十二年，吴三桂反，从顺承郡王勒尔锦南征，参赞军务。师次荆州，三桂已陷岳州。察尼偕将军尼雅翰舟师进，三桂将吴应麒引七万人自陆路来拒，击却之。师次七里山，发炮沈其舟十余。方暑，还驻荆州。十四年，佩靖寇将军印，援谷城。时南漳、兴山已陷，敌逼彝陵，踞镇荆山，掘壕为寨。察尼至彝陵，议增舟师，断饷道。击敌牛皮丫口，进攻黄连坪，焚其积聚，取兴山。十五年，三桂移南漳、彝陵兵往长沙，勒尔锦令察尼还荆州，渡江趋石首，据虎渡口，击敌太平街，斩三百馀级。翌日再出，遇伏，败还荆州。诏责其无能。十七年八月，贝勒尚善薨於军，命察尼代为安远靖寇大将军，规岳州。疏言：“舟师入湖，贼饷将绝。宜於湖水涸后，围以木栰，立椿列炮，以小舟徼巡，为久困计。”上善其言，令副都统关保济师。寻破敌南津港，斩千级。都统叶储赫等进攻岳州，复破敌万馀人。屡疏请增调水陆军合围，上皆许之。十八年正月，三桂将王度冲、陈珀等以舟师降，应麒弃城遁，遂复岳州。降官吏六百馀、兵五千馀，获舟六十五、炮六百四十有奇。二月，安亲王岳乐自长沙进取衡州，察尼发绿旗兵济师，寻复湘阴、安乡。四月，命自常德征辰龙关，澧州以南诸军听调度。十九年三月，克辰龙关，复辰州。疏言：“途中霪雨泥泞，士马须休养。”诏暂屯沅州。六月，诏以贝子彰泰率师下云南，察尼劳苦久，率满洲兵还京师。吏议退缩罪，削爵职、籍其家、幽禁，上念克岳州功，命但削爵。二十四年，授奉天将军。康熙二十七年戊辰九月二十二日亥时卒，年四十八。赐祭葬视辅国公，谥恪僖。
嫡福晋博尔济吉特氏，布达锡希布台吉之女；继福晋赫舍里氏，辅政大臣、一等公索尼之女；妾伊尔根觉罗氏，副都统噶尔齐之女；妾纳喇氏，辛达礼之女；妾克伊克勒氏，拜祜之女；妾瓜尔佳氏，汉实惠祜之女；妾刘氏，刘绍德之女；妾戴氏，乌济马哈之女；妾韩氏，乃格之女；妾伊尔根觉罗氏，噶达浑之女；妾王氏，王凤之女；妾谢氏，编塞之女。
- 子十一人：长子宗学总管、奉恩将军查达；次子查明；三子布尔赛；四子扎克都尔；五子已革奉恩将军德福；六子察纳；七子常国佐；八子已革侍卫德昌；九子已革侍卫常赫；十子瓦尔喀；十一子额耨赫。

第五子 多尔博，过继多尔衮
崇德八年癸未正月初二日亥时生。生母为继福晋达哲。过继给多尔衮为其嗣子。顺治七年袭多尔衮爵为睿亲王；八年被革归宗。顺治十四年封多罗贝勒。康熙十一年壬子十二月二十一日未时卒，年三十。乾隆四十三年，为多尔衮平反，复爵，多尔博及其后嗣亦被追封睿亲王。
嫡福晋伊尔根觉罗氏，法喀之女；庶福晋马氏，马喇之女；庶福晋刘氏，刘伯鲁之女；庶福晋王氏，辙格之女。
- 子三人：长子鄂尔博；次子追封和硕睿亲王苏尔发；三子苏尔达。

第六子 扎克度
顺治元年甲申四月十九日子时生。母庶福晋瓜尔佳氏，塔克泰之女。康熙二十八年己巳二月初二日子时卒，年四十六。嫡福晋乌苏氏，前锋参领祜锡布之女；继福晋宜特墨氏，沃赫之女。
- 子三人：长子扎海，次子扎穆，三子扎格。

第七子 董额
多罗信郡王。顺治四年丁亥正月初五日申时生。母侧福晋佟佳氏，轻车都尉雅克泰之女。康熙四十五年丙戌六月二十五日寅时薨，年六十。
嫡福晋博尔济吉特氏，内大臣额尔克岱清之女；庶福晋赤舍里氏，塞勒之女；庶福晋富察氏，富翰之女；妾王氏，王达玉之女；妾王氏，王迩之女；妾王氏，塞勒之女；妾赫舍里氏，安达礼之女；妾伊尔根觉罗氏，托穆布禄之女；妾宋氏，宋山之女；妾乌苏氏，桑格之女；妾宋氏，达赖之女；妾王氏，三格之女；妾赫舍里氏，雅古之女；妾瓜尔佳氏，索库之女；妾萨克罕氏，呼他之女。
- 子十八人：长子奉国将军鄂齐礼；次子鄂奇；三子都礼；四子告退宗学副管绰木济；五子阿尔坦；六子得名；七子已革三等侍卫伊林；八子成珠；九子宗学副管扎录；十子扎勒明；十一子爱星阿；十二子查赖；十三子提督彰格；十四子扎克坦；十五子巴泰；十六子已革奉国将军查库齐；十七子务裕齐；十八子专齐。

第八子 费扬古
已革奉恩辅国公。顺治六年己丑二月初八日亥时生。母庶福晋佟佳氏，参领索达塞之女。自三等奉国将军进封辅国公，坐事，夺爵。雍正元年癸卯八月初十日未时卒，年七十五。
嫡福晋兆佳氏，副都统公图之女；妾何氏，豪善之女；妾邓氏，邓云之女；妾王氏，王永之女；妾夏氏，夏二之女。
- 子十三人：长子费雅傅哈；次子奉恩将军毕喇席；三子尼马喇；四子毕尔图；五子奉恩将军詹布；六子奉恩将军遥努；七子莽堪；八子望洪；九子吉禄；十子已革三等侍卫务尔浑；十一子蟾德宜；十二子昭拉诗；十三子玖诗。

## 延伸阅读
[在维基数据编辑]
 《清史稿/卷218》，出自趙爾巽《清史稿》
 在维基共享资源阅览影像

### 引证
1. 1 2 3  《爱新觉罗宗谱·星源集庆》（二一页）第十五子 和硕豫通亲王多铎 甲寅年二月二十四日戌时生 母大妃乌喇纳喇氏 满泰贝勒之女 初封贝勒 以军功赐号额尔克楚虎尔 崇德元年四月封和硕豫亲王 顺治四年加辅政叔德豫亲王 顺治六年己丑薨 年三十六 九年三月追降郡王 谥曰通 乾隆四十三年正月 奉旨复封豫亲王 以佐命殊功配享太庙 八月入祀盛京贤王祠 豫通亲王第二子多尼 顺治六年袭亲王 赐号信 因伊父罪追降郡王 薨后谥曰宣和 多尼之曾孙修龄袭信郡王 乾隆四十三年正月 奉旨以多铎为开国诸王战功之最 特命信郡王修龄仍复号为豫亲王 世袭罔替 薨 谥曰良 至和硕豫通亲王第九世孙溥字辈端镇 现袭和硕豫亲王 多铎第八子费扬古 康熙二年封奉国将军 三十七年 军功加一云骑尉 五十一年 晋封辅国公 缘事革退 伊第五子詹布考封奉恩将军 乾隆二年二月 派往盛京居住承祭三陵 詹布第六世孙载字辈裕厚 现袭奉恩将军[……]
2. ↑  杜家骥 2008，第197, 199, 200頁
3. ↑  《满文老档·第十册》[天聪二年三月]二十九日，阿山之弟阿达海被革职缘由：额尔克楚虎尔，欲娶舅阿布泰之女，台吉阿济格不同汗与诸贝勒商议，擅令阿达海为媒，定毕，阿哥阿济格又同阿达海往视其女。是以，治阿哥阿济格罪，罚银千两，进汗驮甲胄雕鞍马一，并给三大贝勒各雕鞍马一，给八台吉各素鞍马一。革其固山贝勒职，以其弟墨尔根戴青为固山贝勒。舅阿布泰，由游击降为备御，罚银二百两。阿达海引诱额尔克楚虎尔，又於中间为媒，拟死罪。因系太祖恩养之人，免死，籍其家之半。[……]六月初一日，诛阿山之弟阿达海[……]天聪汗以舅阿布泰谗恶，谕令诸贝勒勿与结亲，诸贝勒勿娶阿布泰之女，诸贝勒之女永勿嫁给阿布泰之阿达海不遵汗命，引诱额尔克楚虎尔，阿达海以亲女妻舅阿布泰之子，结为婚姻。又劝额尔克楚虎尔，请於汗及诸贝勒，欲娶阿布泰之女。故拟阿达海死罪。因念其父功，顾其兄面，遂宥而养之，尽没家产。至是阿达海又不请命於汗及诸贝勒，率十骑潜窬故居与京城，托辞捕鱼，为萨尔浒城守将克车尼追回。时阿达海谓其诸友曰：我欲乱箭射死克车尼，奈尔等不从等语。此语为贝勒额尔克楚虎尔家庄头之妻闻得举发，汗与诸贝勒议曰：“彼非我友，罪犯多端。”遂诛之[……]
4. ↑  .（紧跟在多尔衮的后面）“...又如豫亲王多铎，从睿亲王入关，肃清京辇，即率师西平流寇，南定江浙，实为开国诸王战功之最。乃以睿亲王之诬狱株连，降其亲王之爵，其后又改封信郡王，虽至今承袭罔替，但以王之勋绩，超迈等伦，自应世胙原封，以彰殊眷，岂可以风影微眚，辙加贬易乎？朕以为应复其原封。”（之后讨论代善、济尔哈朗、豪格等人）

### 书籍
- 杜家骥. . 人民出版社. 2008  [2012-11-11]. ISBN 9787010067537. （原始内容存档于2013-11-02）.

| 多鐸 豫親王世系清太祖世系的分支出生于：1614年4月2日逝世於：1649年4月29日 | 多鐸 豫親王世系清太祖世系的分支出生于：1614年4月2日逝世於：1649年4月29日 | 多鐸 豫親王世系清太祖世系的分支出生于：1614年4月2日逝世於：1649年4月29日 |
| 王室頭銜                                                                 | 王室頭銜                                                                 | 王室頭銜                                                                 |
| ------------------------------------------------------------------------ | ------------------------------------------------------------------------ | ------------------------------------------------------------------------ |
| 新頭銜                                                                   | 豫亲王 1636年－1649年                                                    | 繼任： 次子豫宣和親王多尼                                                |